# Забереж
Забереж (до 2016 року — Жовтневе) — село в Україні, у Хустському районі Закарпатської області. Входить до складу Драгівської сільської громади. Населення становить 722 особи (станом на 2001 рік). Село розташоване на сході Хустського району, за 16,9 кілометра від районного центру.
Присілок села Драгово.

## Назва
Комітет з питань держбудівництва, регіональної політики та місцевого самоврядування ще 11 травня 2016 року розглянув пропозицію Драгівської сільської ради Хустського району, а 14-го липня парламент проголосував про перейменування села Жовтневе на село Забереж.

## Географія
Село Забереж лежить за 16,9 км на північний схід від районного центру, фізична відстань до Києва — 545,5 км.
| Клімат Забережа         | Клімат Забережа | Клімат Забережа | Клімат Забережа | Клімат Забережа | Клімат Забережа | Клімат Забережа | Клімат Забережа | Клімат Забережа | Клімат Забережа | Клімат Забережа | Клімат Забережа | Клімат Забережа | Клімат Забережа |
| Показник                | Січ.            | Лют.            | Бер.            | Квіт.           | Трав.           | Черв.           | Лип.            | Серп.           | Вер.            | Жовт.           | Лист.           | Груд.           | Рік             |
| Середній максимум, °C   | −0,1            | 1,9             | 7,6             | 14,2            | 19,6            | 22,3            | 24,0            | 23,7            | 19,7            | 14,1            | 6,8             | 1,8             | 13,0            |
| Середня температура, °C | −3,5            | −1,2            | 3,8             | 8,9             | 14,0            | 16,9            | 18,4            | 18,0            | 14,2            | 9,0             | 3,4             | −1              | 8,3             |
| Середній мінімум, °C    | −6,9            | −4,9            | −1,1            | 3,7             | 8,4             | 11,5            | 12,8            | 12,3            | 8,8             | 4,0             | 0,1             | −3,7            | 3,8             |
| Норма опадів, мм        | 49              | 44              | 44              | 55              | 80              | 102             | 89              | 79              | 51              | 46              | 54              | 64              | 757             |
| ----------------------- | --------------- | --------------- | --------------- | --------------- | --------------- | --------------- | --------------- | --------------- | --------------- | --------------- | --------------- | --------------- | --------------- |
| Джерело:                |                 |                 |                 |                 |                 |                 |                 |                 |                 |                 |                 |                 |                 |

Тут, на березі річки Теребля збереглася геологічна пам'ятка природи «Оголені скелі», що віднесена до об'єктів природно-заповідного фонду місцевого значення.

## Історія
Угорський історик В.Билваї у своїй книжці «Марамороське суспільство та його національності», виданій в Будапешті 1943 року, назвав точну дату заснування села — 1403 рік.

## Населення
Станом на 1989 рік у селі проживали 626 осіб, серед них — 315 чоловіків і 311 жінок.
За даними перепису населення 2001 року у селі проживали 722 особи. Рідною мовою назвали:
| Мова       | Кількість осіб | Відсоток |
| ---------- | -------------- | -------- |
| українська | 716            | 99,17 %  |
| російська  | 5              | 0,69 %   |
| інші       | 1              | 0,14 %   |

## Політика
Голова сільської ради — Керита Михайло Васильович, 1960 року народження, вперше обраний у 2010 році. Інтереси громади представляють 30 депутатів сільської ради:
| Партія        | Кількість депутатів | Відсоток |
| ------------- | ------------------- | -------- |
| самовисування | 30                  | 100,00 % |

## Туристичні місця
- геологічна пам'ятка природи «Оголені скелі»
- річка Становець